# 워커홀릭스
《워커홀릭스》(영어: Workaholics)는 2011년부터 2017년까지 방영된 시트콤이다.